# 杰伊·尚恩
杰伊·尚恩（Jay Sean，1981年3月26日—），原名Kamaljeet Singh Jhooti（旁遮普语：ਕਮਲਜੀਤ ਸਿੰਘ ਝੁੱਟੀ ），是一位印度裔英籍创作歌手、饶舌歌手、节奏口技者和唱片制作人。

## 早年经历
尚恩出生於英国伦敦西部的豪恩斯洛区，在索撒尔区长大，父母均是来自印度的旁遮普锡克教移民。他在很小便展现出音乐天赋。11岁时，与表亲组建一个嘻哈双人乐团，名为「Compulsory Disorder」（强迫症）。
关于杰伊·尚恩（Jay Sean）这一名称的由来，Jay本人是这样解释的："Jay" 为他的姓氏 Jhooti 首字母 J 的同音词；"Sean" 则源自旁遮普语的 "Shaan"（意为闪耀之星；自豪）一词，这是他的祖母对他的爱称。

## 作品列表
专辑：
- Me Against Myself (2004)
- My Own Way (2008)
- All or Nothing (2009)